# Inga neblinensis
Inga neblinensis là một loài rau đậu thuộc họ Fabaceae.
Loài này chỉ có ở Venezuela.